# Tiroler Höhenweg

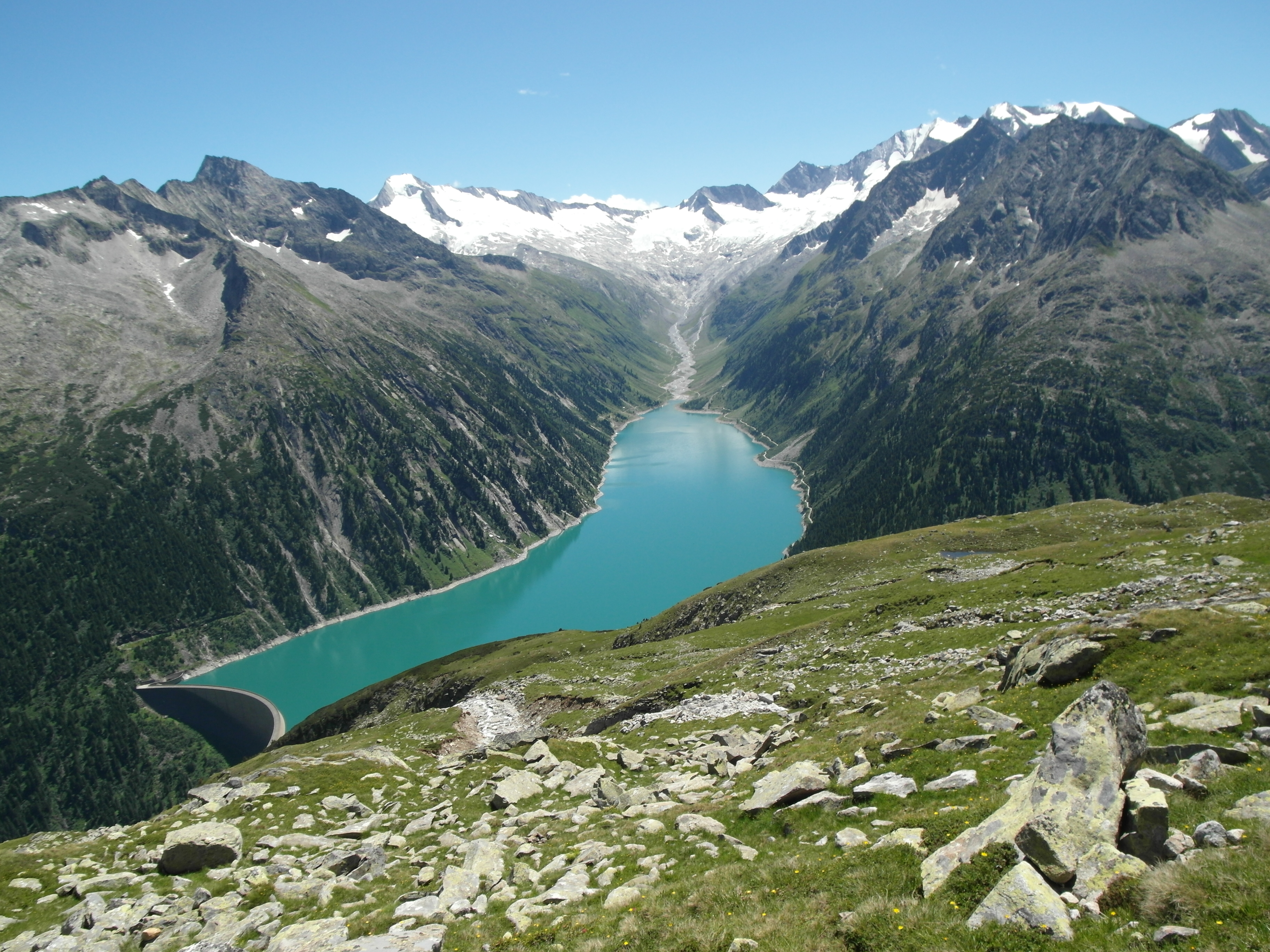
Schlegeisspeicher vom Friesenberghaus

Der Tiroler Höhenweg (ital. Alta via Tiroler Höhenweg) ist ein 130 km langer Bergwanderweg von Mayrhofen in Tirol nach Meran in Südtirol. Obwohl der Weg offiziell in Mayrhofen startet, beginnen die meisten Wanderer die Tour am Schlegeisspeicher, der von Mayrhofen mit dem Bus erreicht werden kann.

## Geschichte
Der Tiroler Höhenweg wurde nach zweijähriger Planung von österreichischen und italienischen Verantwortlichen im Jahr 2002 offiziell eröffnet. Er verbindet bestehende Wege im Grenzgebiet zwischen Österreich und Italien und wurde durchgehend mit dem Symbol des Tiroler Höhenwegs markiert.

## Verlauf
Der Höhenweg verbindet die touristischen Zentren Mayrhofen und Meran. Auf dem Weg durchquert er die Zillertaler Alpen, die Brennerberge am Alpenhauptkamm, die Dolomitgipfel der Tribulaune, das Pflersch- und das Ridnauntal, die mittelalterlichen Bergwerke am Schneeberg und die Texelgruppe.

## Etappen
Der Höhenweg wird in der Regel auf 13 Etappen aufgeteilt, darüber hinaus gibt es verschiedene Varianten, die den Weg auf 11 Etappen verkürzen oder alternative Routen enthalten:
01. Etappe: Mayrhofen (633 m) - Schlegeisspeicher (1782 m) - Landshuter Europahütte/Rif. Venna alla Gerla (2693 m)
02. Etappe: Landshuter Europahütte/Rif. Venna alla Gerla - Brennerpass/Brennero (1370 m) - Sattelbergalm (1637 m)
03. Etappe: Sattelbergalm - Obernberger See (1594 m) oder Obernberg (1394 m)
04. Etappe: Obernberg - Italienische Tribulaunhütte/Rif. Calciati al Tribulaun (2368 m)
05. Etappe: Italienische Tribulaunhütte/Rif. Calciati al Tribulaun - Innerpflersch/St. Anton (1246 m)
06. Etappe: Innerpflersch/St. Anton - Maiern im Ridnauntal (1370 m)
07. Etappe: Maiern im Ridnauntal - St. Martin am Schneeberg (2355 m)
08. Etappe: St. Martin am Schneeberg - Gasthaus Hochfirst (1763 m)
09. Etappe: Gasthaus Hochfirst - Zwickauer Hütte (Planfernerhütte) (2979 m)
10. Etappe: Zwickauer Hütte - Stettiner Hütte (2875 m)
11. Etappe: Stettiner Hütte - Pfelders (1622 m)
12. Etappe: Pfelders/Pfelderer Tal - Bockerhütte (1700 m)
13. Etappe: Bockerhütte - Meran (ca. 500 m)

## Karte
- Wander- und Skitourenkarte „Tiroler Höhenweg, Alta Via Tiroler Höhenweg“, erschienen bei Kompass-Karten, ISBN 3-85026-662-1